# The Sixteen
The Sixteen ist ein britischer Chor, gegründet von und unter der Leitung von Harry Christophers.

## Geschichte

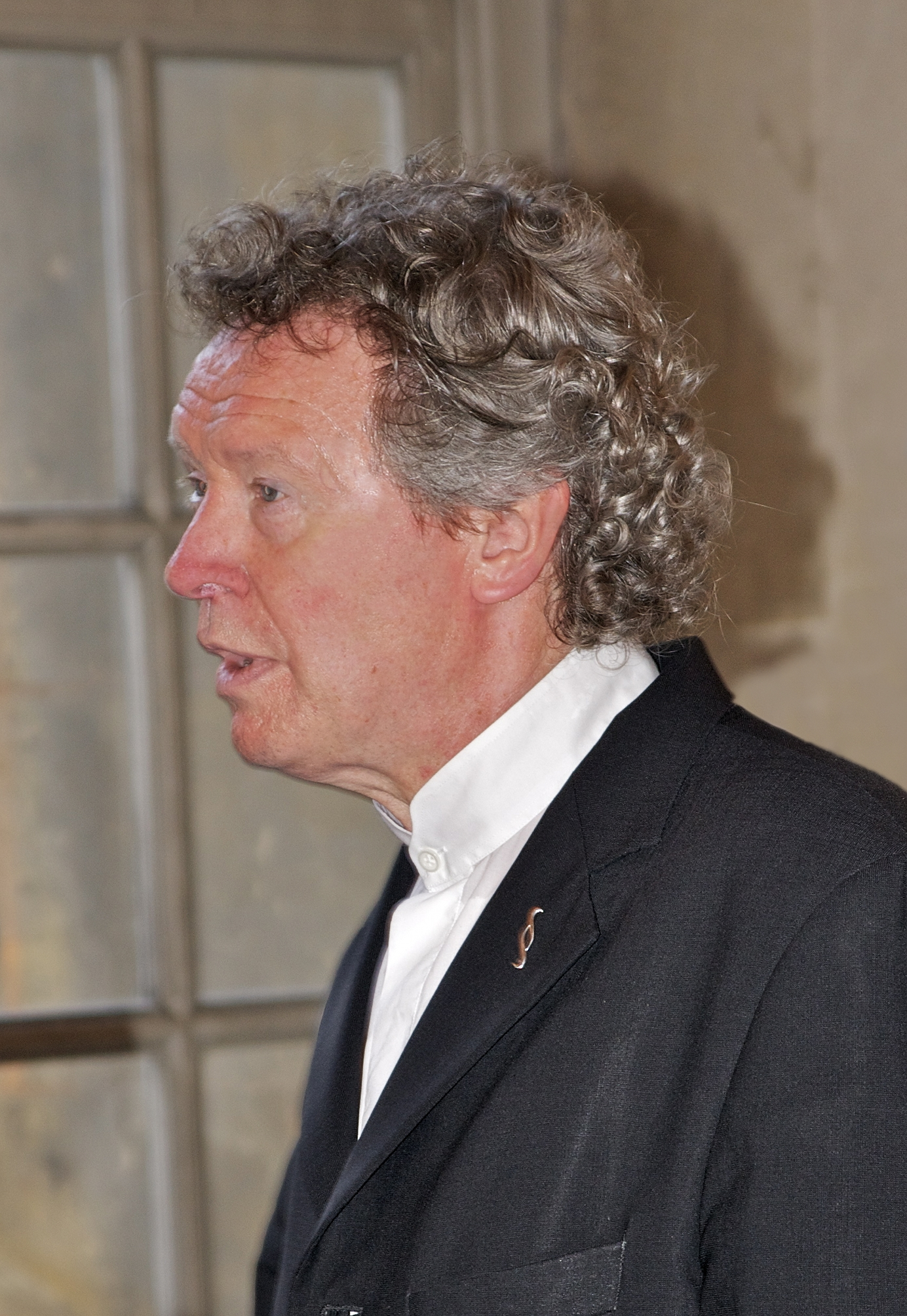
Harry Christophers

1977 stellte Harry Christophers eine Gruppe für ein Konzert zusammen, die in ihrer unbenannten Formation über einige Jahre hinweg weiter existierte, bis sie im Mai 1979 ihr erstes offiziell bezahltes Konzert in der Magdalen College Chapel gab. Im selben Monat gab der Chor seine Premiere in London in der Kirche St John’s am Smith Square in London.
Im folgenden Jahrzehnt wurde der Chor durch Tonträgerproduktion und Fernsehauftritte international bekannt. Sein erstes Album unter dem Titel Salve Regina: Music from the Eton Choirbook erschien 1980 beim Label Meridian. Seinen ersten BBC-Auftritt hatte der Chor 1981. 
1986 wurde für die erste Messias-Aufführung des Chores wiederum in St John’s, Smith Square, mit einer Liveaufnahme für Hyperion Records ein eigenes Orchester unter dem Namen Symphony of Harmony and Invention gegründet, heute umbenannt in The Orchestra of The Sixteen. Der Chor machte im folgenden Jahr 1987 eine intensive Konzertreise von London nach Barcelona und Italien mit zehn Konzerten in 13 Tagen, bei denen das Oratorium aufgeführt wurde. 1988 erfolgten mit dem Grand Prix du Disque ausgezeichnete Einspielungen des Messias und John Taverners Missa Gloria Tibi Trinitas, die beide bei Hyperion erschienen. Mit steigender internationaler Anerkennung trat The Sixteen 1989 erstmals bei den Salzburger Festspielen auf. Im selben Jahr folgte erstmals eine Tournee durch Brasilien sowie im nächsten Jahr durch Japan.
Die 1990er Jahre brachten dem Chor diverse Preise wie den Gramophone Award, den Diapason d’or sowie mehrfach den Preis der Deutschen Schallplattenkritik ein. Weiterhin folgten Tourneen in die ganze Welt – so 1992 erstmals auch nach Australien, 1993 erstmals in die USA, 1994 nach Israel auf dessen wichtigster Bühne, dem Mann-Auditorium in Tel Aviv – und Einladungen zu Festivals wie dem Macau Festival.
2001 wurde ein eigenes Musiklabel unter dem Namen Coro eingeführt. Seit 2002 ist der Chor Träger des Titels The Voice Of Classic FM der gleichnamigen renommierten britischen Rundfunkanstalt. 2005 wurden The Sixteen mit dem Classical BRIT Award im Rahmen der TV-Show ausgezeichnet. Ferner wählte eine von der britischen Zeitschrift Gramophone eingesetzte internationale Jury The Sixteen auf Platz 4 der besten Chöre weltweit.